# مارك ونايت
مارك ونايت (بالإنجليزية: Mark Knight)‏ هو مصمم صوتي ‏ وملحن بريطاني، ولد في 8 يناير 1973 في برايتون في المملكة المتحدة.

## وصلات خارجية
- مارك ونايت على موقع IMDb (الإنجليزية)
- مارك ونايت على موقع ميوزك برينز (الإنجليزية)
- مارك ونايت على موقع ديسكوغز (الإنجليزية)